# SIサイエンス
SIサイエンス株式会社は、埼玉県北葛飾郡杉戸町に本社を構える、各種安定同位体標識試薬を製造販売し、それらを用いた受託分析業務も行う日本の企業である。
元素分析装置とそれらの消耗品類も製造販売している。また日本で唯一の重窒素濃縮メーカーとして重窒素を製造している。

## 事業
- D2O（重水）、13C（重炭素）、15N(重窒素)、18O（重酸素）、34S、その他の安定同位体元素を用いた試薬などの販売
- 安定同位体比質量分析
- 元素分析装置／消耗品類の製造販売

## 沿革
- 1972年（昭和47年）- 光興業株式会社の川口工業所内で重窒素15Nの濃縮製造を開始。
- 2009年（平成21年）10月1日 - 昭光通商株式会社内の科学システム部安定同位体グループが独立し、SIサイエンス株式会社を設立。